# Equal Prayer 2 All
EquAL pRayer 2 aLL (イコール・プレイヤー・トゥ・オール?) es el segundo EP de la banda japonesa Ayabie. Fue lanzado el 26 de octubre de 2005 y alcanzó el puesto #145 en el Oricon Style Albums Weekly Chart.

## Lista de canciones
Todas las canciones escritas y compuestas por Ryohei. 
| CD  |                                      |          |  |
| N.º | Título                               | Duración |  |
| 1.  | «da-gi-e»                            | 4:49     |  |
| 2.  | «Psycho Circuit (サイコサーキット?)» | 3:52     |  |
| 3.  | «gimmick of heavy metal»             | 3:24     |  |
| 4.  | «-----[eve]DiVeR»                    | 4:14     |  |
| 5.  | «Suiatsu (水圧?)»                    | 5:42     |  |

| DVD |                                                                       |          |  |
| N.º | Título                                                                | Duración |  |
| 1.  | «Kuroi Tsukasasa Guito Shinegai (クロイツカササグイトシネガイ?)» (PV) | 4:42     |  |